# هوهنوالد (تنسی)
هوهنوالد(به انگلیسی: Hohenwald) شهری در ایالت تنسی کشور ایالات متحده آمریکا است که جمعیت آن در سرشماری سال ۲۰۱۰ میلادی، ۳٬۷۵۷ نفر بوده‌است.